# Dicranomyia ozarkensis
Dicranomyia ozarkensis är en tvåvingeart som först beskrevs av Alexander 1968.  Dicranomyia ozarkensis ingår i släktet Dicranomyia och familjen småharkrankar. Inga underarter finns listade i Catalogue of Life.